# مشغل نظام نقل الطاقة (ألبانيا)
يتم تشغيل نظام نقل الكهرباء في ألبانيا من قبل مشغل نظام نقل الطاقة (OST) ، وهي شركة عامة مملوكة للدولة الألبانية بنسبة 100٪. تأسست شركة الطاقة الألبانية (OST) في 14 يوليو 2004 نتيجة للإصلاحات الجارية داخل شركة الطاقة الألبانية . تم تقسيمها كشركة منظمة عموديا إلى ثلاث وحدات منفصلة بوظائف توليد ونقل وتوزيع الكهرباء.